# Peter Lorre

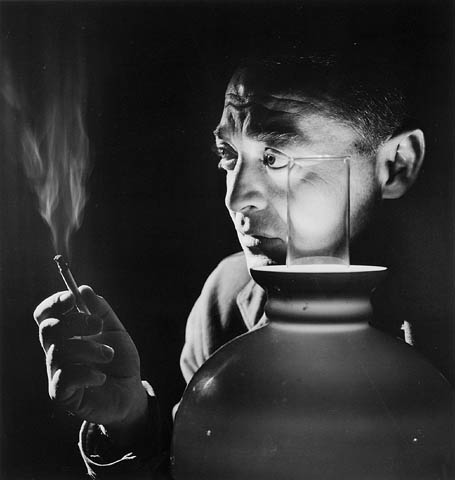
Peter Lorre (1946)

Peter Lorre (* 26. Juni 1904 als László Loewenstein in Rosenberg, Ungarn, Österreich-Ungarn, heute Slowakei; † 23. März 1964 in Los Angeles) war ein österreichisch-US-amerikanischer Filmschauspieler, Drehbuchautor und Filmregisseur. Durch seine Darstellung des unheimlichen Kindermörders in Fritz Langs Klassiker M ging er 1931 in die Filmgeschichte ein. Nach seiner Emigration arbeitete er als erfolgreicher Charakterdarsteller von oftmals zwielichtigen Gestalten in Hollywood, unter anderem in Die Spur des Falken, Casablanca und Arsen und Spitzenhäubchen.

## Leben

### In Europa
Peter Lorre wuchs als Kind einer deutschsprachigen jüdischen Familie im Habsburgerreich auf und besuchte eine deutsche Volksschule. Nach dem Tod seiner Mutter zog die Familie 1913 erst nach Wien, 1915 nach Mödling – als Wohnadresse ist das Haus Ludwig-Höfler-Gasse 20 überliefert –, wo er als Externist das Gymnasium besuchte, und verblieb hier bis 1917. Danach übersiedelte man erneut nach Wien: in die Valeriestraße (heute Böcklinstraße) am Rande des Praters. In Wien begann er auf Drängen seines Vaters eine Lehre als Bankangestellter, die er jedoch nicht abschloss.
Im Jahr 1922 kam er durch Jacob Levy Moreno zur Schauspielerei. Unter Morenos Leitung wirkte Lorre in einer Gruppe mit, die auf den Straßen Wiens aktuelle Ereignisse des Zeitgeschehens szenisch in Form des Straßentheaters, einer speziellen Form des Stegreiftheaters, darstellte. Hierbei wurde versucht, zufällig vorbeikommende Passanten einzubeziehen. Lorre, dem damals eine „starke Stegreifbegabung“ attestiert wurde, spielte unter anderem die Rolle eines Mörders, der damals in Wien sein Unwesen trieb. Die Freude und der Erfolg, den er dabei hatte, trugen wesentlich zu seiner Entscheidung bei, Schauspieler zu werden. 1923 gab Lorre (noch unter seinem ursprünglichen Namen) sein Bühnendebüt. Das Pseudonym „Peter Lorre“ legte er sich spätestens Anfang 1924 zu.

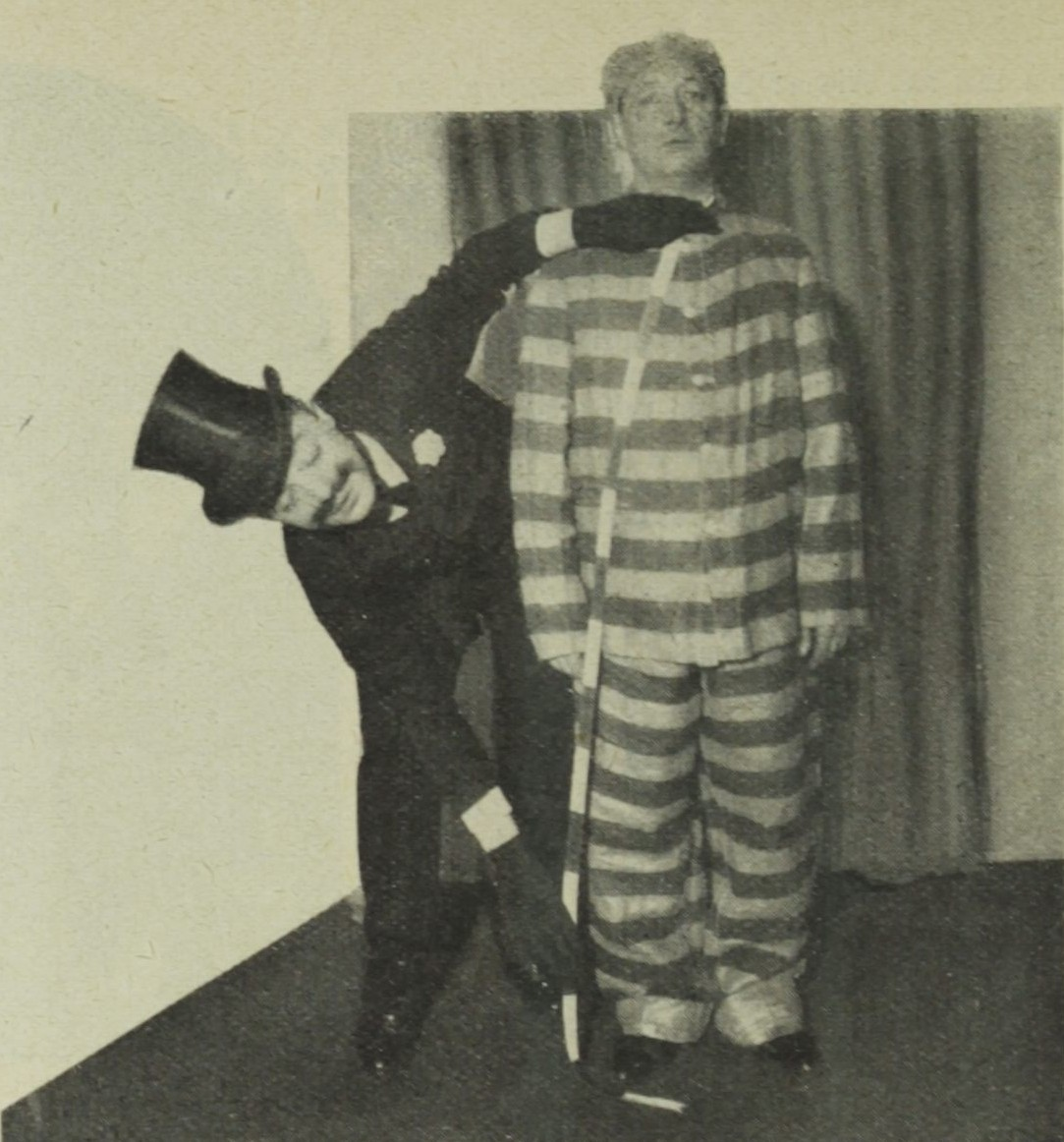
Lorre und Hans Moser in Jean Guittons Der König der Diebe, 1928 (Foto: Wilhelm Willinger)

In den Folgejahren spielte er an den Vereinigten Breslauer Bühnen, dem Hamburger Thalia Theater und dem Zürcher Schauspielhaus. Einer seiner ersten Publikumserfolge war die Titelrolle in dem Stück Das tapfere Schneiderlein, das er zum Teil selbst geschrieben hatte. Nach einem Streit mit dem Intendanten stand Lorre in Wien an der Seite von Hans Moser, Paul Verhoeven und Marlene Dietrich auf der Bühne. Mit Moser trat er etwa 1927 in Armin Friedmanns und Hans Kottows Jargonlustspiel Amor in Nikolsburg auf.

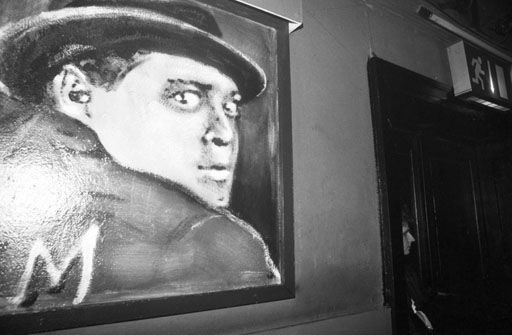
Darstellung von Peter Lorre in der Rolle des „M“ auf einem Wandgemälde in einer Diskothek in Bayern, 1994

1929 gab Lorre in dem österreichischen Stummfilm Die verschwundene Frau sein Leinwanddebüt. Im selben Jahr war er an der Berliner Volksbühne unter anderem in den Stücken Pioniere in Ingolstadt  (Regie: Bertolt Brecht), Dantons Tod und Frühlings Erwachen zu sehen. Bei einem dieser Engagements lernte er seine spätere Frau, die Schauspielerin Cäcilie Lvovsky, kennen, mit der er ab 1930 zusammenlebte. 1931 spielte er in der Uraufführung der Geschichten aus dem Wiener Wald die Rolle des Alfred.
Der große internationale Durchbruch gelang Lorre 1931, als er von Fritz Lang für die Hauptrolle in M – Eine Stadt sucht einen Mörder besetzt wurde. Seine beeindruckende und intensive Darstellung des Kindermörders Hans Beckert trug wesentlich zum großen Erfolg des Films bei.
Als 1933 die Nationalsozialisten unter Adolf Hitler an die Macht kamen, ging Lorre zurück nach Wien; vorausgegangen war dieser Flucht die Kaiserhof-Rede von Joseph Goebbels vom 28. März 1933. Seine letzte Filmrolle in einem deutschsprachigen Film spielte er in Unsichtbare Gegner (1933). Ein geplantes Kaspar-Hauser-Projekt kam nicht mehr zustande. Der Film M – Eine Stadt sucht einen Mörder wurde im NS-Staat verboten. Im Jahre 1940 wurde ein Ausschnitt dieses Films im Film Der ewige Jude dämonisiert. Damit versuchten die Hitleristen nachzuweisen, dass Peter Lorre das Rechtsempfinden des deutschen Volkes angeblich verdrehen und Täter zu Opfern machen würde.

### In den USA
Gegen Ende des Jahres 1933 ließ Lorre sich mit seiner Verlobten Cäcilie zunächst in Paris nieder. Dort hielt er sich mit kleineren Gelegenheitsjobs, u. a. beim Radio, über Wasser. 1934 wurde der Hollywood-Produzent Harry Cohn auf ihn aufmerksam und er kam bei dessen Studio, Columbia Pictures, unter Vertrag. Nach Abschluss der Dreharbeiten zu Alfred Hitchcocks Der Mann, der zuviel wußte  in London zog Lorre im Jahr 1935 in die USA.
Dort traf er zahlreiche frühere Kollegen wieder, die sich ebenfalls im Exil befanden (u. a. Fritz Lang, Bertolt Brecht, Marlene Dietrich und Billy Wilder, mit dem er sich ein Zimmer teilte). Seinen Freund, den jüdischen Schauspieler Kurt Gerron, konnte Lorre jedoch nicht dazu bewegen, die Niederlande, wohin er sich geflüchtet hatte, zu verlassen. Gerron wurde im Jahr 1944 im Konzentrationslager Auschwitz ermordet.
Zu Beginn hatte Lorre Schwierigkeiten, in Hollywood Fuß zu fassen, was vor allem an seinen schlechten Englischkenntnissen lag. Kleinere Rollen in unbedeutenden B-Movies wollte er nicht annehmen; zahlreiche andere Projekte (beispielsweise ein gemeinsamer Film mit Charlie Chaplin) scheiterten an der Finanzierung. So dauerte es mehr als ein Jahr, bis Lorre in der MGM-Produktion Mad Love wieder auf der Leinwand zu sehen war. Mit Columbia drehte er zu dieser Zeit nur einen einzigen Film: Schuld und Sühne von Josef von Sternberg, in dieser Dostojewski-Verfilmung spielte er die Rolle des Mörders Raskolnikow.
Durch die Titelrolle in Mr. Moto und die Schmugglerbande wurde Lorre im Jahr 1937 einem breiteren Publikum in den USA bekannt. Der Film war so populär, dass er bis 1939 sieben Fortsetzungen nach sich zog. Einen weiteren großen Erfolg konnte Lorre im Jahr 1941 mit dem Film-noir-Klassiker Die Spur des Falken (The Maltese Falcon) von John Huston verbuchen, in dem er neben Humphrey Bogart und Sydney Greenstreet zu sehen war. Mit Greenstreet, der in körperlicher wie charakterlicher Hinsicht als sein perfekter Gegenpart fungierte, drehte er insgesamt acht Filme. Neben dem massigen, stoisch wirkenden Greenstreet spielte der schmächtige Lorre in der Regel nervöse, verschlagene Typen, denen nicht zu trauen war.
Ebenfalls mit Bogart und Greenstreet drehte Lorre im Jahr 1942 das Liebesdrama Casablanca, das allein in den USA rund 4 Millionen Dollar einspielte (bei einem Budget von knapp einer Million Dollar) und mit drei Oscars ausgezeichnet wurde. Im gleichen Jahr wurde er US-amerikanischer Staatsbürger. Mittlerweile war er mit durchschnittlich vier Filmen pro Jahr zu einem vielbeschäftigten und gefragten Schauspieler geworden. Überschattet wurde sein Aufstieg nur durch finanzielle Probleme, die ihn aufgrund seines verschwenderischen Lebensstils ständig begleiteten.
Im Jahr 1944 gründete Lorre gemeinsam mit Bertolt Brecht, Lion Feuchtwanger, Heinrich Mann und anderen bekannten Exil-Deutschen die Organisation Council for a Democratic Germany. Zur selben Zeit glänzte er neben Cary Grant in der schwarzhumorigen Theaterverfilmung Arsen und Spitzenhäubchen, die bereits 1941 gedreht worden war, wegen der noch laufenden Bühnenversion am Broadway jedoch erst 1944 in die Kinos kam.
Er ließ sich 1945 von Cäcilie scheiden und heiratete die Schauspielerin Kaaren Verne, eine gebürtige Deutsche. Diese Ehe hielt bis 1950. Nach dem Konkurs seiner eigenen Produktionsfirma und mehreren Misserfolgen geriet Lorre mit Drogen in Kontakt und wurde im Jahr 1947 deswegen verhaftet. Im Anschluss an einen Aufenthalt in einer Entzugsklinik arbeitete er vorwiegend für verschiedene Rundfunkanstalten. Große Beachtung fand seine Lesung der Geschichte Das verräterische Herz von Edgar Allan Poe für den Radiosender NBC.

### Kurze Rückkehr nach Deutschland und RegiearbeitDer Verlorene
Als Ende der 1940er Jahre unter Senator McCarthy die Hexenjagd auf potentielle Kommunisten in der Filmbranche begann, war Lorre einer der prominentesten Gegner dieser Politik. Da er dadurch kaum noch Rollenangebote bekam (siehe McCarthy-Ära, Schwarze Liste), stand er 1949 kurz vor dem finanziellen Ruin. Daraufhin kehrte er nach Deutschland zurück und drehte dort mit Der Verlorene seinen ersten und einzigen Film als Regisseur, den er im Stile des Film noir inszenierte. Der Verlorene, mit Lorre in der Hauptrolle eines von den Nationalsozialisten geschützten Mörders, war vielleicht auch wegen seines düsteren Themas kein Publikumserfolg im Nachkriegsdeutschland und fand keinen Verleiher in den USA. Daraufhin kehrte er Deutschland endgültig den Rücken.

### Letzte Lebensjahre
Nach einem einjährigen Aufenthalt in London spielte Lorre ab dem Jahr 1953 am Broadway und erfüllte sich damit einen lange gehegten Traum. Kurze Zeit später ließ er sich erneut scheiden und heiratete seine dritte Frau Annemarie Brenning, ebenfalls eine Deutsche.
Im Jahr 1954 war er in einer seiner letzten großen Hollywood-Produktionen, Disneys Jules-Verne-Adaption 20.000 Meilen unter dem Meer neben Kirk Douglas zu sehen. In der dritten Folge der Fernsehserie Climax!, Casino Royale (basierend auf Ian Flemings gleichnamigem James-Bond-Roman), spielte er den Schurken. Er gilt somit als erster Bond-Bösewicht überhaupt. Im Jahr 1956 hatte er neben zahlreichen anderen Prominenten (unter anderem Buster Keaton, Frank Sinatra, Marlene Dietrich) einen Cameo-Auftritt in In 80 Tagen um die Welt.
Nach einem Herzinfarkt im Jahr 1959 verschuldete sich Lorre hoch und musste seine Ranch verkaufen. Um an Geld zu kommen, spielte er ab dem Jahr 1962 an der Seite von Boris Karloff und Vincent Price in den B-Movies Schwarze Geschichten, Der Rabe – Duell der Zauberer und Ruhe Sanft GmbH. Die Horrorkomödien der Regisseure Roger Corman und Jacques Tourneur erlangten in den Folgejahren Kultstatus. Im Jahr 1962 trennte sich Lorre von seiner Frau Annemarie, mit der er eine Tochter namens Catherine (1953–1985) hatte. Im Jahr 1964 drehte er unter der Regie von Jerry Lewis Die Heulboje, seinen letzten Film.
Peter Lorre starb am 23. März 1964 an einem Schlaganfall. Er wurde auf dem Hollywood Forever Cemetery in Los Angeles beigesetzt.

## Trivia
- Peter Lorre hat einen Stern am Hollywood Walk of Fame (6619 Hollywood Blvd.)[12]
- Zu einem Markenzeichen Lorres wurde dessen zuweilen „irrer“ Blick, mit stark hervortretenden Augäpfeln. Dieses Phänomen ging vermutlich auf die Basedowsche Krankheit zurück, an der Lorre wahrscheinlich litt.[13]
- Einer berühmten Anekdote zufolge bemühte sich Joseph Goebbels 1933 persönlich, den „Lieblingsschauspieler des Führers“ Lorre in Deutschland zu halten (ohne von seiner jüdischen Herkunft zu wissen). Angeblich antwortete Lorre darauf per Telegramm mit dem prophetischen Satz: „Für zwei Mörder wie Hitler und mich ist in Deutschland kein Platz“[14] – eine Anspielung auf seine Rolle als Serienmörder in M.
- Für Charlie Chaplin war Peter Lorre „the world's greatest character actor“ („der beste Charakterdarsteller der Welt“).[15]
- In den Cartoons der Warner Brothers (u. a. Bugs Bunny) trat Lorre häufig in Form einer Zeichentrickfigur auf. Er gilt außerdem als Inspiration für die Comic-Figuren Flat Top (Dick Tracy) und Ren (Ren und Stimpy).
- Der Schauspieler findet auch Erwähnung in dem Song Year of the Cat des britischen Singer-Songwriters Al Stewart von dem gleichnamigen Album aus dem Jahr 1976 (You go strolling through the crowd like Peter Lorre contemplating a crime)
- Lorres Tochter Catherine war 1977 in der Gewalt der Serienmörder Hillside Stranglers, konnte ihnen aber entkommen.
- Die amerikanische Goth-Punk-Band Antiworld zollte Lorre 1997 in dem Lied Story of Lorre Tribut.
- Im September 2007 veröffentlichte das New Yorker Punk-Rock-Kollektiv The World/Inferno Friendship Society ein Album unter dem Titel Addicted to Bad Ideas: Peter Lorre’s Twentieth Century. Zu diesem Album wurde außerdem ein Musical geschrieben, welches sich mit dem Leben Peter Lorres auseinandersetzt. In den Liedern werden Inhalte wie Drogensucht ("M" is for Morphine), verschwenderischer Lebenswandel (With a Good Criminal Heart und Addicted to Bad Ideas), sein Leben in Deutschland (Ich erinnere mich an die Weimarer Republik) bis zu seinem Tod (Heart Attack ’64) thematisiert.
- In J. D. Salingers Fänger im Roggen behauptet eine Dame, mit der Holden Caulfield im „Lavender Room“ tanzt, am Vorabend Peter Lorre beim Kauf einer Zeitung gesehen zu haben.
- In Malcolm Lowrys Roman Unter dem Vulkan wird der Film Las Manos de Orlac (spanischer Titel für Mad Love) mit Peter Lorre erwähnt. In der Verfilmung des Romans durch den Regisseur John Huston läuft dieser Film in einem Kino.

## Filmografie (Auswahl)
- 1929: Die verschwundene Frau
- 1930: Der weiße Teufel
- 1931: M
- 1931: Bomben auf Monte Carlo
- 1931: Die Koffer des Herrn O. F.
- 1932: Der weiße Dämon
- 1932: Schuß im Morgengrauen
- 1932: F.P.1 antwortet nicht
- 1933: Was Frauen träumen
- 1933: Unsichtbare Gegner (auch franz. Vers.: Les Requins du pétrole)
- 1933: Du haut en bas
- 1934: Der Mann, der zuviel wusste (The Man Who Knew Too Much)
- 1935: Mad Love
- 1935: Schuld und Sühne (Crime and Punishment)
- 1936: Geheimagent (Secret Agent)
- 1937: Mr. Moto und die Schmugglerbande (Think Fast, Mr. Moto)
- 1937: Mr. Moto und der China-Schatz (Thank You, Mr. Moto)
- 1938: Mr. Moto und der Wettbetrug (Mr. Moto’s Gamble)
- 1938: Mr. Moto und der Dschungelprinz (Mr. Moto Takes a Chance)
- 1938: Mr. Moto und der Kronleuchter (Mysterious Mr. Moto)
- 1938: Mr. Moto und die Flotte (Mr. Moto’s Last Warning)
- 1939: Mr. Moto und die geheimnisvolle Insel (Mr. Moto in Danger Island)
- 1939: Mr. Moto und sein Lockvogel (Mr. Moto Takes a Vacation)
- 1939: You’ll Find Out
- 1940: Die wunderbare Rettung (Strange Cargo)
- 1940: Stranger on the Third Floor
- 1941: Das Gesicht hinter der Maske (The Face Behind the Mask)
- 1941: Die Spur des Falken (The Maltese Falcon)
- 1941: Fluchtweg unbekannt (They Met in Bombay)
- 1942: Agenten der Nacht (All Through the Night)
- 1942: Der unsichtbare Agent (Invisible Agent)
- 1942:  The Boogie Man Will Get You
- 1942: Casablanca (Casablanca)
- 1943: Spion im Orientexpress (Background to Danger)
- 1943: Liebesleid (The Constant Nymph)
- 1944: Arsen und Spitzenhäubchen (Arsenic and Old Lace)
- 1944: Die Maske des Dimitrios (The Mask of Dimitrios)
- 1944: Fahrkarte nach Marseille (Passage to Marseille)
- 1944: Hollywood Canteen
- 1945: Hotel Berlin
- 1945: Jagd im Nebel (Confidential Agent)
- 1946: Drei Fremde (Three Strangers)
- 1946: Hier irrte Scotland Yard (The Verdict)
- 1946: Vergessene Stunde (Black Angel)
- 1946: Die Bestie mit den fünf Fingern (The Beast with Five Fingers)
- 1946: The Chase
- 1947: Detektiv mit kleinen Fehlern (My Favorite Brunette)
- 1948: Casbah – Verbotene Gassen (Casbah)
- 1949: Blutige Diamanten (Rope of Sand)
- 1951: Der Verlorene (auch Regie)
- 1953: Schach dem Teufel (Beat the Devil)
- 1954: Casino Royale (Fernsehfilm)
- 1954: 20.000 Meilen unter dem Meer (20,000 Leagues Under the Sea)
- 1956: In 80 Tagen um die Welt (Around the World in 80 Days)
- 1957: Der Mann, der niemals lachte (The Buster Keaton Story)
- 1957: Der Regimentstrottel (The Sad Sack)
- 1957: Seidenstrümpfe (Silk Stockings)
- 1957: The Story of Mankind
- 1959: Die Welt der Sensationen (The Big Circus)
- 1961: Unternehmen Feuergürtel (Voyage to the Bottom of the Sea)
- 1962: Der grauenvolle Mr. X (Tales of Terror)
- 1962: Fünf Wochen im Ballon (Five Weeks in a Balloon)
- 1963: Der Rabe – Duell der Zauberer (The Raven)
- 1963: Ruhe Sanft GmbH (The Comedy of Terrors)
- 1964: Die Heulboje (The Patsy)
- 1964: Muscle Beach Party

## Dokumentarfilme
- 1984: Das doppelte Gesicht: Peter Lorre von Harun Farocki und Felix Hoffmann[16]
- 2024: Peter Lorre - Hinter der Maske des Bösen von Evelyn Schels.

## Hörspiele
- 1932: Bertolt Brecht: Die heilige Johanna der Schlachthöfe (Sullivan Slift/Graham) – Regie: Alfred Braun (Hörspiel – Funk-Stunde Berlin)

## Auszeichnungen
- 1952: Lobende Anerkennung in Form einer Urkunde bei der Verleihung des Deutschen Filmpreises für Der Verlorene (Regisseur und Darsteller)
- 1960: Stern auf dem Hollywood Walk of Fame (6619 Hollywood Blvd.)